# Битва у Байи
Битва у Байи (венг. Moldvabányai csata, рум. Bătălia de la Baia) — сражение молдавско-венгерских войн, произошедшее 15 декабря 1467 года между молдавским господарём Стефаном Великим и венгерским королём Матьяшем Корвином. Стало последней венгерской попыткой покорить независимую Молдавию и, как и предыдущие попытки, закончилось неудачей. Корвин вторгся в Молдавию в связи с аннексией Стефаном Килии — крепости и порта на побережье Чёрного моря, который в то время находился под контролем венгерских и валахских сил, а ранее принадлежал Молдавии.
Конфликт закончился сокрушительным поражением венгров, армия которых более чем в три раза превосходила молдавские силы. Это положило конец всем венгерским претензиям на Молдавию. Корвин чуть не умер после того, так как трижды был ранен стрелами и едва сумел бежать в Трансильванию.

## Предыстория
В 1359 году Богдан I восстал против Венгрии и основал независимое княжество Молдавия. Однако венгерские попытки установить контроль над Молдавией не закончились, и в 1429 году Сигизмунд, император Священной Римской империи, а также король Венгрии, встретился с Владиславом Ягелло, королём Польши, чтобы попытаться убедить его совместно напасть на Молдавию и разделить страну на две равные части, которые отойдут Польше и Венгрии. Сигизмунд утверждал, что молдавский народ «не обязан преданностью кому-либо, привык жить кражами и разбоем и потому является врагом каждого». Он также жаловался, что не получает от молдаван никакой помощи для своей борьбы с Османской империей. В летописи Яна Длугоша польский летописец писал об ответе Владислава Сигизмунду:
Владислав отвечает, что это не даёт право идти войной на валахов, исповедующих христианскую веру, и подчинять эту страну, более того, было бы актом жестокости. Хотя некоторые из них могут жить разбоем, они не могут быть все одним миром мазаны, и не могут быть обвинены за то, что не помогают королю Сигизмунду против турок, потому что они ушли с поляками в военную кампанию на Дунай, им пришлось два месяца ждать там, а затем вернуться домой. Скорее же виноват в этом король Сигизмунд, который не смог оказаться там в назначенное время. Склоки продолжаются в течение нескольких дней, в конце которых упрямство Владислава вынуждает Сигизмунда отказаться от плана и искать другие предприятия.
В 1442 году Венгрии опять пришлось отказаться от своих притязаний на Молдавию. 17 октября 1451 Принц Богдан II был убит Петром Ароном, претендентом на молдавский престол. Страна была ввергнута в гражданскую войну, которая продолжалась до 1457 года, когда Штефан, сын Богдана, получил престол и с верными боярами свергнул Петра Арона. Последний бежал в Польшу, однако позднее был вынужден искать убежища в Трансильвании, после того как Молдавия и Польша заключили новый договор. Целью Штефана было вернуть область Буджак с замками Килия и Четатя-Албэ. Область ранее принадлежала Валахии, но была включена в Молдавию в конце XIV века. Из-за ослабления Молдавии во время гражданской войны регион вновь вернулся к Валахии. Килией одно время совместно правили Венгрия и Валахия.

### Международная обстановка
В 1462 году Штефан послал письмо своему двоюродному брату князю Валахии Владу III, прося его вернуть Килию обратно Молдавии; Влад III, скорее всего, отказался.. 22 июня, когда Влад сражался с султаном Мехмедом II в Османской империи, Штефан начал атаку на Килию, с турецкой помощью, с целью захвата крепости. Валахи вместе с венгерским гарнизоном в 7000 воинов бросились в атаку. Сражение с молдаванами и турками длилось в течение восьми дней. Турки были разбиты, а Штефан получил рану осколком, что могло привести к его смерти. В 1465, когда Влад III Цепеш сидел в тюрьме в Венгрии по ложному обвинению в сотрудничестве с турками, Штефан снова подошёл к Килии с большой силой, но вместо того, чтобы осадить крепость, он показал гарнизону письмо, что его поддерживает польский король, и в котором король требует, чтобы они сдали крепость. Гарнизон выполнил требование короля и Штефан вступил в крепость в сопровождении польских войск, где он нашёл «своих двух капитанов, пьяными, ибо они были на свадьбе». Мехмед, узнав об этом, был в ярости и утверждал, что Килия это часть Валахии, которая в настоящее время была вассалом Османской империи, и потребовал Штефана отказаться от Килии. Штефан отказался от требований Мехмеда, и собрал армию, заставляя Мехмеда, который ещё не был готов к войне, принять сложившееся положение, хотя бы только на время. Длугош вспоминал, что в начале своего правления, Штефан реформировал свою армию за счёт расширения прав для мужчин на ношение оружия:
Законы Штефана были настолько строгими, что ни одно преступление не остаётся безнаказанным, и люди теперь подчиняться его воле. Он настаивает, что не только дворяне и знать должны носить оружие, но, что фермеры и сельские жители пусть делают то же самое, для каждого есть обязанность защищать своё отечество. Если воевода узнает, что крестьянин не имеет оружия, преступник будет приговорён к смертной казни.
В 1466 году Штефан путём дипломатии получил от Польши обратно крепость Хотин. У Корвина же в том же году отношения с королём Польши, Казимиром IV Ягеллоном, испортились. Большим разочарованием венгерского короля было то, что Молдавия стала польским вассалом. Через год, в 1467 году, местные жители Трансильвании начали восстание, которое Корвин с большим трудом подавил. Позже он узнал, что Штефан поддерживал мятежников, — вероятно, для того чтобы найти и убить Арона, своего претендента на престол. Длугош пишет в своих анналах, что в 1467 году, некто «Берендей» пошёл к Корвину и обещал сделать Молдавию вассалом Венгрии, если король, в свою очередь сделает его князем Молдавии. Это версия была осуждена румынским историком Николае Йорга, который утверждал, что Корвин начал вербовку войска и взял Арона с собой, чтобы посадить его на молдавский престол. Это противоречит сведениям Длугоша, который в Historiae Polonicae рассказывал, что Корвин привёз с собой как Арона, так и Берендея, которого по неизвестной причине король считал более достойным молдавского престола.

### Подготовка к войне
Венгры собрали армию численностью 40 тыс. человек, многие из которых были набраны в Трансильвании. Многие рыцари и венгерские аристократы пошли в войско, одним из них является Иштван IV Батори. С собой венгры повезли 500 пушек и другую тяжёлую осадную технику. Молдаване, будучи в меньшем количестве и видя, что венгры были полны решимости вести войну, начали эвакуацию населения вблизи венгерской границы и блокировали просеки в лесах и дороги.

## Битва

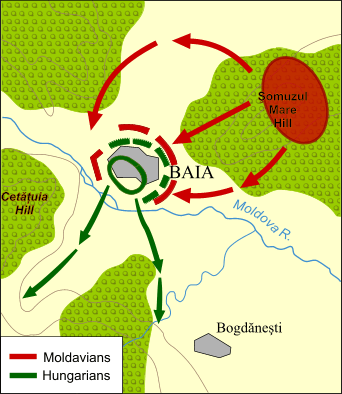
Карта битвы.

Венгры выступили в середине октября и достигли Молдавии в начале ноября, пройдя вблизи Бакэу. 19 ноября венгры прибыли к реке Тротуш, где они натолкнулись на молдавское сопротивление, но Корвин, для поддержания «лояльности своих войск, действует в пределах его возможностей, избегает сражений, защищаясь от внезапных нападений и засад, но сам же лишён возможности нападения».
Венгры направились к Бакэу, который они сожгли, а затем оставались там в период с 29 ноября по 7 декабря. Согласно летописи, Штефан отправил послов вести переговоры, чтобы заключить мирный договор, но обе стороны не смогли договориться и война продолжилась. Венгры начали резню населения. После трёх дней похода и грабежей, они достигли Байя, где Корвин встретился с венгром по имени Sythotus, который открыл ему молдавские позиции, их численность и их план нападения до наступления сумерек. Молдаване стояли лагерем дальше на север, между рекой Молдовой и холмом Şomuz. Корвин приказал укрепить город «валами, рвами и кольцами повозок», всем солдатам сказали, чтобы были готовы к бою, а охранные отряды были направлены в стратегические точки.
В докладе упоминается, что сам Штефан был захвачен венграми 14 декабря, но, что ему удалось обмануть их и освободиться. Когда наступили сумерки, Штефан послал небольшие отряды, которые обстреливали город с трёх разных сторон. После этого, во время штурма Штефан приказал своим людям спешиться, и вскоре они пошли в атаку. В описаниях битвы сказано, что огонь сделал ночь светлой как день, и что многие венгры сгорели в этом огне. Две армии начали сражение у ворот города, а затем боевые действия продолжились на улицах. «С таким гневом, что ничто не может рассматриваться как более ужасное, чем это». Молдаване одержали верх в этой битве и начали новую атаку против королевской гвардии, которая состояла из 200 хорошо вооружённых рыцарей, аристократов и Корвина. Многие молдаване были убиты в результате беспорядка, последовавшего, когда Батори и остальные рыцари пытались защитить вход на рынок. Корвин был ранен тремя стрелами в спину и «проводится с поля боя на носилках, чтобы избежать его попадания в руки врага».
При отступлении венгерская армия на пути в Трансильванию была блокирована молдаванами, в связи с чем венгры решили закопать 500 пушек и другие сокровища, чтобы молдаване не смогли их захватить. По словам Длугоша, Корвин сумел сбежать благодаря помощи одного молдаванина, которого впоследствии Штефан разыскал и казнил за предательство. Молдавско-немецкие хроники повествуют, что некто по имени Исаия помешал кавалерийской атаке, которая могла бы заблокировать путь для венгерского отступления, впоследствии он и его люди были казнены. Около 10 000 венгров, как сообщается, были убиты, большинство из дворян бежали со своим королём. Венгерская летопись упоминает о потерях в 7000 человек у молдаван. Эта летопись является спорной, хотя бы потому, что венгры не имели возможности для подсчёта числа погибших врагов. Длительность конфликта от венгерского вторжения до отступления заняла около сорока дней.

## Последствия
Некоторые из венгерских штандартов, которые были захвачены с «огромной добычей палаток, вагонов и оружия», были направлены Казимиру как доказательство победы Штефана. По возвращении в Брашов на Рождество, Корвин отомстил людям за нелояльность, пытая их до смерти; после этого он оштрафовал трансильванцев на сумму в 400 тыс. флоринов, которые они должны были заплатить сразу в золоте. На эти деньги он нанял армию иностранных наёмников, которая оказалась более лояльной к нему. В 1468 году Штефан провёл кампанию в Трансильвании, нашёл Арона и казнил его. Штефан и Корвин позже заключили мирный договор и стали союзниками. В 1475 году Корвин направил 1800 солдат, которые помогали Штефану в ещё одном сражении — Васлуйской битве.